# Проблемне середовище
Пробле́мне середо́вище являє собою «проблему», для якої раціональний агент є «розв'язком».

## Визначення
Проблемне середовище, в штучному інтелекті для раціонального агента, є об'єднанням факторів:
- Показники продуктивності (Performance measure), які визначають критерії успіху
- Середовище (Environment) — знання агента про середовище, які були отримані раніше
- Виконавчі механізми (Actuators), які можуть бути виконані агентом
- Сенсори (Sensors) — послідовність актів сприйняття, які відбулись дотепер

За своїми факторами проблемне середовище може позначатись скорочено PEAS.

## Класифікація проблемних середовищ
Спостерігаються повністю або частково
- Якщо сенсори агента надають йому доступ до повної інформації середовища в кожний момент часу → повністю спостерігається. Агент не потребує збереження інформації про навколишній світ;
- Середовище може спостерігатись частково через сенсорний шум або відсутність певних її характеристик в інформації, яка отримується від сенсорів.

Детерміновані або стохастичні
- Якщо наступний стан середовища повністю визначається поточним станом та дією, яку виконує агент, → детерміноване середовище; в іншому випадку → стохастичне;
- Якщо середовище є детермінованим в усіх відношеннях, окрім дій інших агентів, то таке середовище називається стратегічним.

Епізодичне або послідовне
- В епізодичному середовищі досвід агента складається з нерозривних епізодів, де кожний епізод включає в себе сприйняття середовища агентом, а потім виконання певної дії. Кожний епізод не залежить від дій на попередніх;
- У послідовних середовищах кожна дія може вплинути на майбутні дії.

Статичне або динамічне
- Якщо середовище може змінюватись під час того, як агент обирає наступну дію, то це динамічне для даного агента середовище; інакше середовище є статичним;
- Якщо з плином часу саме середовище не змінюється, а змінюються показники продуктивності агента, то це напівдинамічне середовище.

Дискретне або неперервне
- Різниця між дискретним та неперервним варіантами середовища може відноситись до станів середовища, способу ліку часу, а також сприйняття та діям агента.

Одноагентне або мультиагентне
- Для мультиагентних: конкурентне або кооперативне.

## Приклад середовища

### Автономне управління. Світ автоматичного водія таксі
Система комп'ютерного зору Alvinn була навчена водінню автомобіля, дотримуючись певної смуги руху. В університеті CMU ця система була розміщена в мікроавтобусі, керованому комп'ютером NavLab, та використовувалася для проїзду по Сполученим Штатам; протягом 4586,6 км система забезпечувала рульове управління автомобілем протягом 98 % часу. Людина брала на себе управління лише протягом останніх 2 %, головним чином на виїзних пандусах. Комп'ютер NavLab був обладнаний відеокамерами, які передавали зображення дороги в систему Alvinn, а потім ця система обчислювала найкращий напрямок руху, ґрунтуючись на досвіді, отриманому в попередніх навчальних пробігах.

### Елементи середовища
- Показники продуктивності

Безпечна, швидка, комфортна їзда в рамках правил дорожнього руху, максимізація прибутку
- Середовище

Дороги, інші транспортні засоби, пішоходи, клієнти
- Виконавчі механізми

Рульове управління, акселератор, гальмо, світлові сигнали, клаксон, дисплей
- Сенсори

Відеокамери, ультразвукової далекомір, спідометр, глобальна система навігації і визначення положення, одометр, акселерометр, датчики, двигуна, клавіатура

### Основні елементи PEAS для ряду інших типів агентів
| Тип агента                                        | Показники продуктивності                                                                               | Середовище                                                   | Виконавчі механізми                                                     | Датчики                                                                                      |
| ------------------------------------------------- | --- | ------------------------------------------------------------ | ----------------------------------------------------------------------- | -------------------------------------------------------------------------------------------- |
| Медична діагностична система                      | Вдале завершення лікування пацієнта, мінімізація витрат, відсутність приводів для суддівських процесів | Пацієнт, лікарня, персонал                                   | Вивід питань, тестів, діагнозів, рекомендацій, направлень               | Введення з клавіатури симптомів, результатів лабораторних експериментів, відповідей пацієнта |
| Система аналізу зображень, отриманих із супутника | Правильна класифікація зображення                                                                      | Канал передачі даних від приладу орбітального супутника      | Вивід на дисплей результатів класифікації окремого фрагменту зображення | Масиви пікселів із інформацією про колір                                                     |
| Робот-сортувальник деталей                        | Відсоткові показники безпомилкового сортування по лоткам                                               | Стрічковий конвеєр, з деталями, що рухаються на ньому; лотки | Шарнірний маніпулятор та захоплення                                     | Відеокамера, датчики кутів повороту шарнірів                                                 |
| Контролер очищувальної системи                    | Максимізація ступеню очистки, продуктивності, безпеки                                                  | Очищувальний прилад, оператори                               | Клапани, насоси, нагрівачі, дисплеї                                     | Температура, тиск, датчики хімічного складу                                                  |
| Інтерактивна програма навчання англійській мові   | Максимізація оцінок студентів на екзаменах                                                             | Множина студентів, екзаменаційне агентство                   | Вивід на дисплей вправ, рекомендацій, виправлень                        | Введення з клавіатури                                                                        |

### Тип середовища для системи водія Alvinn
- Спостерігаються повністю або частково

Автоматизований водій не має відомостей про те, які маневри мають намір виконати інші водії. Тому середовище є таким, що частково спостерігається.
- Детерміновані або стохастичні

Середовище керування автомобілем є стохастичним, оскільки ніхто не може точно передбачити поведінку всіх інших транспортних засобів, більше того, в будь-якому автомобілі абсолютно несподівано може статися прокол шини або зупинка двигуна.
- Епізодичне або послідовне

Дане середовище є послідовним, короткочасні дії можуть мати довготривалі наслідки.
- Статичне або динамічне

Середовище керування автомобілем є динамічним, оскільки інші автомобілі продовжують рух і в ході того, як алгоритм водіння визначає, що робити далі.
- Дискретне або неперервне

Керування автомобілем — це проблема з безперервно мінливим станом і безперервно поточним часом, оскільки швидкість та місцезнаходження самого таксі та інших транспортних засобів змінюються в певному діапазоні безперервних значень, до речі ці зміни відбуваються в часі плавно. Дії з керування автомобілем також є безперервними (постійне регулювання кута повороту керма тощо). Вхідні дані від цифрових камер надходять дискретно, але зазвичай розглядаються так що представляють безперервно мінливі швидкості та місцезнаходження.
- Одноагентне або мультиагентне

Дане середовище є мультиагентне.

### Властивості інших варіантів середовища та їх характеристики
| Проблемне середовище                                | Частково чи повністю спостерігається | Детермінована, стратегічна, стохастична | Епізодична, послідовна | Статистична, динамічна, полудинамічна | Дискретна чи неперервна | Одноагентна чи мультиагентна |
| --------------------------------------------------- | ------------------------------------ | --------------------------------------- | ---------------------- | ------------------------------------- | ----------------------- | ---------------------------- |
| Вирішення кросвордів                                | Повністю                             | Детермінована                           | Послідовна             | Статична                              | Дискретна               | Одноагентна                  |
| Гра в шахи з контролем часу                         | Повністю                             | Стохастична                             | Послідовна             | Полудинамічна                         | Дискретна               | Мультиагентна                |
| Гра в покер                                         | Частково                             | Стохастична                             | Послідовна             | Статична                              | Дискретна               | Мультиагентна                |
| Гра в нарди                                         | Повністю                             | Стохастична                             | Послідовна             | Статична                              | Дискретна               | Мультиагентна                |
| Медична діагностика                                 | Частково                             | Стохастична                             | Послідовна             | Динамічна                             | Неперервна              | Одноагентна                  |
| Аналіз зображення                                   | Повністю                             | Детермінована                           | Епізодична             | Полудинамічна                         | Неперервна              | Одноагентна                  |
| Робот-сортувальник деталей                          | Частково                             | Стохастична                             | Епізодична             | Динамічна                             | Неперервна              | Одноагентна                  |
| Контролер очисної станції                           | Частково                             | Стохастична                             | Послідовна             | Динамічна                             | Неперервна              | Одноагентна                  |
| Інтерактивна програма для навчання англійської мови | Частково                             | Стохастична                             | Послідовна             | Динамічна                             | Дискретна               | Мультиагентна                |